# 横瀬町 (徳島県)
横瀬町（よこせちょう）は、徳島県勝浦郡にあった町。現在の勝浦町の北東部を除く大部分にあたる。本項では町制前の名称である棚野村（たなのそん）についても述べる。

## 地理
- 山岳 ： 中津峰山、杖立山、轆轤山
- 河川 ： 勝浦川、坂本川、沼谷川、内谷川、立川

## 歴史
- 1889年（明治22年）10月1日 - 町村制の施行により、三渓村・久国村・棚野村・坂本村の区域をもって棚野村が発足。
- 1926年（大正15年）2月11日 - 棚野村が町制施行・改称して横瀬町となる。
- 1955年（昭和30年）3月1日 - 生比奈村と合併して勝浦町が発足。同日横瀬町廃止。

## 名所・旧跡・観光スポット・祭事・催事
- 立川渓谷